# CAD
CAD（キャド）は、コンピュータ支援設計（英: computer-aided design）またはコンピュータ支援製図（英: computer-aided drafting）の略語であり、コンピュータを用いて設計や製図をすること、あるいはコンピュータによる設計支援ツールのこと（CADシステム）。人の手によって行われていた設計作業をコンピュータによって支援し、効率を高めるという目的からきた言葉である。CADD（英: computer-aided design and drafting）ともいう。
設計対象や目的により、CAID（コンピュータ支援工業デザイン）、CAAD（コンピュータ支援建築設計）などと区分される場合もある。
日本での定義としてはJIS B3401に記載があり、「製品の形状、その他の属性データからなるモデルを、コンピュータの内部に作成し解析・処理することによって進める設計」となっている。
3次元の作業の場合でも、数値の精密さの必要がないコンピュータゲームや映画やアニメーションなどの制作関係の事柄については「3DCG」を参照。

## 概要
CAD自体はコンピュータを使用して設計や製図をするシステムであり、製図作業や図面作成が時間はかかるが正確に処理できること、編集が容易であること、データ化、ソフト間の互換性があること、10年程度の学習期間で技術修得が可能になる等の利点があるとされるが、大きく分けて汎用型と専用型があり、汎用型は図面を模様として細かく描くことを最大の目的とし、あらゆる図面を描くことができる。しかし、積算までは単独ではできない。専用型はある特定の分野における省力化・迅速化を目的としている。
その後、コンピュータ上のデータを下流の生産工程で有効活用するためにCAM、コンピュータ支援検査など、逆に上流で強度や振動などを解析するためにCAEなどの技術が開発提供され、これらを EDPS/MISといった情報処理システムと統合して CIMSという概念に発展した。
CADによって、設計作業においては、以下のように効率化や正確さの向上がなされた。
1. 繰り返し図形をコピーで作れるので効率的に作図可能。また、類似図面の作成が容易
2. コンピュータが持つデータから寸法を記入するため、単純な寸法ミスを無くせる
3. 設計途中での寸法や面積の測定により、手計算の手間を省ける
4. 設計したデータはプロッターに出力するので、細部まで正確な描画が可能

一方、電気系ではプリント基板のパターンを効率良く設計するためのシステムが、半導体産業では集積回路のフォトマスクを設計するためのシステムが開発された。また、電気回路の動作シミュレーションのためのシステムなどを加えて電気系CADの分野が生まれ、後に EDAという言葉が使われるようになった。
市販のCADは一般的に毎年のようにバージョンアップが存在し、その度にアプリ本体とWindows OSの高額なライセンス料や高価な業務用グラフィックスカードの買い替えが発生するため、中小企業にとっては大きな痛手でもある。仮にバージョンアップをしなかった場合、数年後のバージョンでは現在の保存形式がサポートされないなど、かなり強引な販売手法を使う企業も少なからず存在する。また、官公庁や元請けにお墨付き（指定）のCADも存在し、下請けはなかなか他のCADに変更できないなどの問題もある。近年では電子納品におけるSXFへのファイル形式統一、Jw_cadやFreeCADのような無償で利用できる汎用CADの登場により多少は緩和されている。

## CADの種類
各分野用に各種のCADが用意されている。
- 機械用CAD（メカCAD）
- 建築用CAD
- 建築設備用CAD
- 土木用CAD
- 電気用CAD（回路用CAD、基板用CAD）
- 半導体分野 - 半導体回路設計の分野では、単なる形状設計に留まらなくなりEDAと呼ばれることが多い。半導体の製造分野ではTCADという用語があるが、このTは技術を意味する英語「technology」で、CADというよりは他の分野におけるCAEの範囲に近い。
- その他、熱解析用、電磁波解析用等の専用のCADがある。
- 服飾デザイン、配管、橋梁などの分野にも専用のCADがある。

### 機械用CAD（メカCAD）
内部的にデータが2次元 {\displaystyle (x,y)} で表現されているものを2次元CAD(2DCAD)と呼び、表示上では、立体を正面図・側面図・平面図等の平面図形として表示・操作する。内部的にデータを3次元 {\displaystyle (x,y,z)} で表現するものを3次元CAD(3DCAD)と呼び、ディスプレイモニターなどの表示デバイスで陰影などを付け、3次元的に表示・操作する。内部的には2次元プラス高さ情報で表現されて、表示上3次元CADに似た表示をするものを2.5D（または2+1/2次元）と呼ぶ場合がある。

#### 2次元
一般的な2次元グラフィックソフトウェアのデータを大別すると、主に線分要素で表示するベクトルデータ（ベクタ形式）と、ビットマップ画像で表示するラスタ形式とに分けることができる。作図ソフトとしての2次元CADでは、ごく簡易なものを除いてベクトルデータによる。ベクトルデータは、2次元では始点から終点を示す {\displaystyle (x_{\mathrm {begin} },y_{\mathrm {begin} })\rightarrow (x_{\mathrm {end} },y_{\mathrm {end} })}、3次元では {\displaystyle (x_{\mathrm {begin} },y_{\mathrm {begin} },z_{\mathrm {begin} })\rightarrow (x_{\mathrm {end} },y_{\mathrm {end} },z_{\mathrm {end} })} のような座標値で線分要素を表現する。
2次元CADが機械製図図面の電子化の位置づけであるのに対して、3次元CADでは3次元形状をデータモデルとして正しく表現することが要求される。すなわち対象の頂点や辺、面などの連節を位相構造として表現すること、辺や面に対応する幾何要素の形状が数学的に厳密に定義されていること、その上で立体同士の和、差、積などの集合演算を実施できること、などである。このような3次元CADのデータ構造は境界表現 B-reps と呼ばれる。

#### 3次元
3次元CADは、業務で用いる対象と取り扱える形状要素のタイプと価格帯により、ハイエンド、ミッドレンジなどに種類分けされる。
ハイエンドCADでは、自動車・航空機他、強い意匠性が求められる民生品の設計に用いられ、特に自動車の車体・部品はDassault Systems社のCATIA 、PTC社のPTC Creo Parametric（旧：Pro/ENGINEER）、Siemens PLM Software社のNXの3製品でシェアを寡占している。
ミッドレンジCADでは、家電製品・一般OA製品などの分野で、量産前の試作回数を減らす目的での普及がめざましく、SolidWorks社のSolidWorks、オートデスク社のInventorがシェアの大部分を確保している。また、一方で工作機械・生産設備、専用機など意匠性よりも性能・精度・開発期間が重要視される分野でのミッドレンジCADも普及期に入りつつあり、富士通(子会社のデジタルプロセス社)製のICAD/SXが国産のミッドレンジ3次元CADとして有名である。
近年、ラピッドプロトタイピングである3Dプリンタの小型・低価格が進み、ミッドレンジ3Dプリンタの普及とともに、上記のミッドレンジ3DCADソフトウェアやRobert McNeel & Associates社のRhinoceros 3Dなどの普及が製造業を中心に急速に進み、様々な用途で使われている。
クラウドベースのCADのOnshapeやAutodesk Fusion 360も登場した。
ボーイング777は、史上初めて機体の全設計を3次元機械系CADによって行なったことでも知られている。
| ソフトウェア   | モデリング                  | モデリング                  | モデリング        | モデリング              | モデリング   | NURBSへの変換 | NURBSへの変換   |
| ソフトウェア   | パラメトリック (ヒストリー) | ダイレクト (ノンヒストリー) | クラスAサーフィス | コンセプト (細分化曲面) | T-スプライン | メッシュから  | 細分化曲面から  |
| -------------- | --------------------------- | --------------------------- | ----------------- | ----------------------- | ------------ | ------------- | --------------- |
| CATIA          | Yes                         | Live Shape                  | ?                 | Imagine & Shape         | No           | ?             | ?               |
| Siemens NX     | Yes                         | Synchronous Modeling        | Yes               | Realize Shape           | No           | ?             | ?               |
| Autodesk Alias | ?                           | Yes                         | Yes               | Yes                     | No           | ?             | ?               |
| Fusion 360     | Yes                         | Yes                         | ?                 | ?                       | Yes          | ?             | ?               |
| PTC Creo       | Yes                         | (Creo Direct)               | No                | Freestyle               | No           | ?             | ?               |
| Solid Edge     | Synchronous Technology      | Yes                         | No                | Yes                     | No           | ?             | ?               |
| Rhinoceros 3D  | Grasshopper (ノードベース)  | Yes                         | No                | 7以降                   | No           | ?             | ToNURBS (7以降) |

| ソフトウェア   | モデリング                               | モデリング                    | 製造                                          | 製造                                    | 可視化                             | 可視化             |
| ソフトウェア   | 板金設計                                 | ジェネラティブデザイン        | CAM                                           | 付加製造                                | レンダリング                       | VR                 |
| -------------- | ---------------------------------------- | ----------------------------- | --------------------------------------------- | --------------------------------------- | ---------------------------------- | ------------------ |
| CATIA          | Generative Sheetmetal Design             | Generative Shape Design       | ?                                             | (3DEXPERIENCE DELMIA)                   | CATIA Live Rendering               | ?                  |
| Siemens NX     | NX Sheet Metal / NX Advanced Sheet Metal | Yes                           | (NX CAM)                                      | ?                                       | Advanced Studio、Ray Traced Studio | NX Virtual Reality |
| Autodesk Alias | ?                                        | Dynamo統合                    | ?                                             | ?                                       | Yes                                | Yes                |
| Fusion 360     | Yes                                      | (Generative Design Extension) | 4軸以上はFusion 360 Machining Extensionが必要 | (Fusion 360 Additive Build Extension)   | Yes                                | ?                  |
| PTC Creo       | ?                                        | 7.0以降                       | Yes                                           | (Creo Additive Manufacturing Extension) | Creo Render Studio                 | ?                  |
| Solid Edge     | Yes                                      | Yes                           | 3軸以上はSolid Edge CAM Proが必要             | Yes                                     | KeyShot                            | ?                  |
| Rhinoceros 3D  | ?                                        | Grasshopper                   | ?                                             | ?                                       | Raytraced (RhinoCycles)            | ?                  |

1. ↑  Freestyle OptimizerやCATIA ICEM Shape Design Center (ICM)もある。またCATIA 5R16まではAutomotive Class-A (ACA)/Automotive Class-A Optimizer (ACO)が存在した。
2. ↑  以前はAlias SpeedFormがTスプラインに対応していたもののディスコンとなった。
3. ↑  以前はサードパーティー製プラグインにRhinoParametrics社製のRhinoParametricsやBricsys製のRhinoWorksが存在した。
4. ↑  以前はサードパーティー製プラグインにVSR Shape Modelingが存在したものの、開発元のVSRがAutodeskに買収され開発終了となった。
5. ↑  Rhinoceros 3D 6以前はサードパーティー製プラグインのClayooが必要であった。
6. ↑  NVIDIA Irayベース
7. ↑  NVIDIA Irayベース
8. ↑  Autodesk Raytracerベース
9. ↑  買収したFrustumの技術を使用
10. ↑  Luxion製KeyShotベース

#### クラスAサーフィス
自動車や航空機などのハイエンドの製品には曲率の連続性を保つクラスAサーフィスが使われている。クラスAサーフィスにはCATIAやSiemens NX、ICEM Surf、Autodesk Aliasなどが対応している。

#### コンセプトモデリング
CADで一般的に使われているNURBS曲面でのモデリングには様々な制限が存在しているため、コンセプトモデリングの段階では精度の問題があるものの3DCGで一般的に使われているポリゴンの細分化曲面（サブディビジョンサーフェス、SubD） が使われることもある。
細分化曲面に対応するCADソフトウェアとしてはAutodesk Alias、CATIA（Imagine & Shape機能）、PTC Creo（Freestyle機能）、NX（Realize Shape機能）、Altair Inspire Studio（旧：solidThinking Evolve）、Solid Edge 2021以降、Rhinoceros 3D 7以降などが存在する。CADソフトウェアに細分化曲面モデリングを追加するプラグインもある（SolidWorks用プラグインのPower Surfacingなど）。
またコンセプトモデリングではMayaなどのアニメーションやシミュレーションの強い3DCGソフトウェアも使われており、3DCGソフトウェア用の細分化曲面からNURBS曲面へと変換するプラグインやソフトウェアも存在している（Rhinoceros 3D 7以降のToNURBS機能、IntegrityWare製のPower SubD-NURBSなど）。
なおNURBS曲面と互換性がありながら細分化曲面のように扱えるT-スプライン曲面も存在しており、これにはFusion 360が対応している（以前はSolidWorksおよびRhinoceros 3D用のT-スプラインプラグインが存在したほか、T-スプラインに対応するAlias SpeedFormもあった）。

#### リバースエンジニアリング
Cyborg3D MeshToCAD、QUICKSURFACE、XTract3D（SolidWorks向け）などが存在する。

#### ジェネレーティブデザイン
トポロジー最適化など。Rhinoceros 3DのGrasshopper、Fusion 360のGenerative Design Extension、Revit 2021以降、PTC Creo 7以降などが存在する。建築と製品の両方に使われている。

### 電気用CAD
電気用CADでは機械用CADと連携できるものが増えており、Autodesk Inventorとの連携が可能なAutoCAD Electrical、Fusion 360内蔵のElectronics Design機能（買収したEAGLEを統合）、SolidWorksとの連携が可能なSolidWorks Electrical、Solid EdgeアドオンのSolid Edge Wiring & Harness Design（買収したメンター・グラフィックスの「Capital」を統合）およびSolid Edge PCB Design などが存在する。

### 建築用CAD
建築分野では、建物や構造物などの建築物の立体を平面図・立面図・断面図、あるいは透視図等の図面として表現し、それにより建築物を製作＝施工していくことになる。技術者の専門領域に応じて、意匠、構造、設備などの図面群が存在し、それらの図面を作成するソフトウェアを建築CADと呼ぶ。図面は設計行為の成果物であるが、建築CADのレベルも製図をするだけのものから、より専門的な検討、解析、シミュレーションなどを含んだ高度なレベルまで存在することになる。

#### 汎用CAD
基本機能は機械用CADに準ずるが、建築向けの機能を付加している。Jw_cad、VectorWorks、AutoCAD、DRA-CADなどが日本の建築分野でよく利用されている。
Jw_cadが純粋な2次元CADであるのに対し、VectorWorks、AutoCAD、DRA-CAD等は、3次元モデルを作成するモデリング機能が搭載されている。
導入コストの安さから手軽に利用できる反面、レイヤーや線種等の作図ルールを使用者個人、企業、あるいはプロジェクト毎で自由に決めることが出来てしまうため、後述するBIMに見られるような、建設のライフサイクルや社会資本としての図面データの一元化や再活用に対応できず、結果、全体としての効率や生産性は低い。

#### BIM（Building Information Modeling)
近年BIM（Building Information Modeling）という概念が登場し、3次元モデルを建物の設計・工程・ライフサイクル全般にわたって活用する取り組みが各国で始まっている。Nemetschek Vectorworks社のVectorworks Architect、Bentley社のAECOsim（旧：Bentley Architecture）、オートデスク社のRevit、グラフィソフト社のArchiCADなどが代表的であり、日本の建築法規に最適化されたものとしては、福井コンピュータアーキテクト社よりGLOOBEが登場している。
BIMはIFCと呼ばれるファイルフォーマットに対応し、意匠・構造・設備・積算・施工・維持管理におけるデータを包括することで、建設業界のソフトウェア・アプリケーション間のデータ共有化とその相互運用を可能にする。
国土交通省は2010年度、官庁営繕事業にBIMを試行導入し、設計・施工から維持管理に至る過程で一貫してBIMを活用し、「施設整備・保全に係る行政コストの削減、官庁施設の品質確保、及び官庁施設における顧客満足度の向上」を目指す取り組みを開始している。

#### 建築3次元CAD
日本の住宅や比較的低層の建物に特化したものとして、市販のメーカー建材の価格や仕様の情報までをモデル内に取り込んで設計図から構造計算、積算まで作成する製品が存在する。基本的に、部屋名に対し高さや仕上げの仕様を登録したデータベースと、3次元のモデルと2次元の姿図・詳細図・断面図等がパック化された建具・建材・住宅設備・家具・部品等のデータベースから構成され、方眼紙を模した画面（平面図）上に部屋や建具・部品をパズルのように割り付けるオペレーションを採用している。これにより作業の単純化を実現している。
BIMがモデル内のオブジェクト自体に規格化された情報（仕様）を内包し、ライフサイクルにおけるデータの再利用を担保しているのに対し、建築3次元CADは、情報（仕様）は各々の製品内で保持しているため、製品ごとあるいはライフサイクルにおけるデータの再利用は、ごく一部の情報に限られている。
このような特性の違いから、BIMが比較的自由なモデリングを可能にしているのに対し、建築3次元CADは作業の単純化とのトレードオフで定型的なモデリングに限られ、デザイン上の制約が多い。
殆どの製品は平面図と3次元モデル（パース）については相互に連携しているが、一旦立面図や矩計図などに変換してしまうと、設計変更で各図面上で再編集をしても元の3次元モデルには反映しない。これは3次元モデルから2次元の図面に変換される際にベクトルデータに処理され、元の3次元データとのリンクが切れてしまうためである。これらの製品を使用する場合、図面ごとの「整合性」のチェックは従来のJw_cad等の2次元CADと同等の生産性（目視による確認）に落ちることになる。2022年現在、この問題を回避（3次元モデルと2次元データの相互連動）に対応しているのは、福井コンピュータアーキテクト社のARCHITREND ZEROがある。

#### 建築設備用CAD
一般的に、建築用CADとは意匠設計図を作成するためのCADを指すが、建築設備 (MEP) という専門分野に特化した専用CADも多々存在する。基本機能としては部材記号や配管・配線を表示する線種が標準登録されており、配置・ルートの変更などを容易に行なうことができるなど、さまざまな機能を有している。国内で圧倒的シェアを誇るCADWe'll CAPE、後継バージョンのCADWe'll Tfas（株式会社ダイテック）が有名である。他にはCADEWA Real / CRAFT-CAD（株式会社四電工）、Rebro（株式会社NYKシステムズ）、DesignDraft（株式会社シスプロ）、FILDER_PLUS / FILDER Rise（ダイキン工業株式会社）、BrainGear（株式会社ジオプラン）、EQ-II（株式会社マイティネット）、POWERSP（株式会社コモダ工業）、 CustomARCH / i/Draft(株式会社ライトプランニング)、SD-7などもある。作図する図面種類によりシェアが異なり、空調・給排水（衛生）、電気設備の施工図では上述のCADWe'll CAPE/Tfas、設計図ではAutoCADが主流となっている。また、2009年前後よりBIM (英: Building information modeling) に注目が集まり、建築用CAD（意匠､構造）に加え、設備用CADにもBIMへの対応が求められている。

### 土木・測量用CAD
道路や鉄道にはクロソイド曲線などの緩和曲線や曲線部の横断勾配 (カント、バンク) が使われており、土木用CADはそれに対応している。土木 (Civil)・測量 (Survey)用CADにはAutodesk Civil 3D、Bentley OpenRoads Designer/OpenSite Designer、12d Model、LISCAD、Trimble Business Center、Carlson Civil Suite、MAGNET Site、MicroSurvey CAD、日本の規格に準拠したものは福井コンピュータ社のEX-TREND武蔵、TREND-ONEなどが存在する。

### CADによるガーデンデザイン
ガーデンデザインのプロセスを、設計製図にコンピュータ設計支援ソフトウェアパッケージで簡略化にして向上させることがある。
ガーデンデザイナーはCADについても他業務用に製造されたCADパッケージ等を使用する傾向がある。特に建築の新築と合わせて庭園をデザインする際には、建築設計者側と共通のソフトウェアであると利便性が上がるからである。また、庭や外構などにガーデンファニチャーやガーデン関連の既成品を使用する際に、既成品を販売している製造メーカーなどが自社製品のCADデータをウェブサイトを通して提供している場合も多いが、主には汎用CADソフトに合わせたデータを提供しているために、当該の汎用CADソフトを利用していることがある。
CADパッケージ等とは庭の設計図を作成するために使用する汎用CADや建築設計専用のソフトウェア、3DCGソフトウェア、視覚的な表現を構築するためのデジタル画像編集ソフトウェアも含まれる。このようなソフトを数々使用するため、より高度なプログラムの機能の一部を使いやすい形式にパッケージしてあり、オーダーメイドのCADソフトも一般人のガーデンデザイン制作市場向けにも提供されている。
ただしガーデンデザインでのCAD使用には限界がある。複雑な地形を有するものやフリーカーブを多用する自然界のデザインの提案には不向きであることがある。そのためそうしたラインをCADで表現しにくい場合は手書きの図面になることも多く、パースも手書きで起こすことになる。さらに全体のイメージは手書きでも伝えにくい場合もあるため、その場合に模型で表現することとなる。
日本ではガーデンデザイン用の専用CADは、主にエクステリア分野のCADソフトウェアとして開発されている。
こうした専用CADの場合、平面とパースが同時にモニター上に描写され、作図方法も部品を選んで置くだけなどの作図手法。パース画面自体で色彩の変更や植栽を動かすこともでき、全体像を確認しながら作業が可能である。そして積算の情報が平面図やパースと連動している。このため自動で拾い出し、数量算出・数量計算が可能となっている。また、建物の基礎をクリックすることで建物が立ち上がり、窓や屋根の変更も可能なソフトウェアや、自動で作成されるQRコードをスマホやタブレットなどで読み込めば、誰でもVRによる確認も可能なソフトウェアもある。
なお、レンダリングもサーバーで行うソフトウェアが主なため、これであれば手元のパソコンの性能に関わらず、早くて綺麗に仕上がる状況になっている。
専用CADを導入している場合、連携している見積もりソフトも開発販売されている。こうしたソフトウェアは建材データの自動更新や社内共有も可能なものも多く、また業務に特化したCADと連動した積算を可能にしており、集計管理や損失が大きい見積りミスなどをなくすことができる。CAD連動しているため、一括拾いだけでなく、門柱などでのオリジナルデザイン建材の詳細拾いなどの拾いが可能なものや、CADから拾った数量は理想の見積りへの加工、また拾い出した数量の単位サイズを変換や変更、施工部位別や発注先別にまとめられたり、掛け率での調整、拾い出し数量を基にした拾い漏れのない仕分けや、売上総利益を確保しながらの見積り作業、さらに自分流の出力レイアウトも可能なものもある。
また、建設業用の見積もりソフトもガーデン・エクステリア工事の見積もりも可能なものもある。通常は見積もり作成と同時に実行予算と請求書作成が連動しているほか、簡単に階層型工事見積書を作成することや労務費の積算と法定福利費の計算、表計算ソフトウェアファイルに変換するや印刷の書式も複数でカスタマイズやオリジナル帳票の作成、専用の表計算ソフトウェアファイルを使用してのスマートフォンなどの媒体での簡単な編集、請求書から実行予算管理、注文書作成、工事ごとの書類の管理などが可能となっている。さらにソフトウェアによっては操作性が表計算ソフト感覚で操作でき、インストールしたその日から簡単に利用、作成することや、データベースエンジンなども不要なものもあり、そうしたソフトであればパソコン内で他の業務ソフトとのバッティングなども気にする必要もなく、設定も手間なく出来るようになっている。
また細心のニーズにも対応できる編集機能で、様々なパターンの帳票を作成することが可能であったり、多彩な見積金額調整機能や実行予算書作成機能などや、予算・仕入原価を一緒に入れることで見積金額と予算金額の差額を確認出来、粗利益計算も同時に行うことができるものもある。カスタマイズ性として、印刷フォームの修正や、見積書以外にも必要となる送付状、予算書、利益計算書、請求書など様々な印刷物を作成し出力するオリジナルの文書形式作成機能、画面そのものの修正も自由にでき、客人ごとに使いやすい画面設定にすることが可能であるものもある。
ほかにも実行予算、基準見積、提出見積 の3種類の単価構成や、効率のよい入力作業が行える軽快な操作性、深く入り組んだ階層構造によってどの部分にいるかが一目でわかる特徴のある画面表示、蓄積された以前の見積書の洗練された流用方法、ネットワーク対応、工程表/予算/日報管理システムとの連携など機能も搭載したものもある。契約も2ライセンス以降は安価になることや、リース契約（月額）で契約の場合もある。
なお、建設業用の見積ソフトの場合は、クラウド型もあるがOSへのインストール型が多い。

### 服飾デザイン用CAD (アパレルCAD)
当初は型紙作成用の2D CADが多かったが、その後、フィッティングや布シミュレーションに対応する3D対応CADが登場した。3D対応のものは、Technoa社のi-Designer、Browzwear社のV-Stitcher、OptiTex社のO/DEV、Lectra社のModaris、CLO Virtual Fashion社のCLO（旧：CLO 3D）、TG3D Studio（旧：Physan）社のScanatic DC Suite（旧Physan DC Suite）、東レACSのCREACOMPOⅡ、AGMS社のAGMS、Audaces社のAudaces 4Dなどが存在する。
以前はCLOのOEM製品に、Audaces社のAudaces 3Dやユカアンドアルファ社のmyu3Dが存在した。

#### 履物用CAD
Rhinoceros用プラグインとしてDigital Evolution SystemのLastElf/ImagineElf、単体ソフトウェアとしてCSM3DのShoemasterが存在する。
過去にはAutodesk Footwear（旧：Delcam Crispin）、INESCOPのForma 3D/Sipeco、Rhinoceros用プラグインとしてTDM SolutionsのRhinoShoe等も存在した。

#### ジュエリーCAD
Rhinoceros用プラグインとして、Peacockなどが存在するほか、単体ソフトウェアとしてType3（旧：Vision Numeric）の3DESIGN、3D Space ProのFirestorm CAD、Jewellery CAD/CAM社のJewelCADが存在する。またRhinoceros用プラグインとしてGemvision (Stuller子会社) のMatrixGold（MatrixとRhinoGold（元TDM Solutions製）の統合品）がある。
過去にはRhinoceros用プラグインとしてTechjewelのRhinojewelが存在したほか、AutodeskのArtCAM PremiumにジュエリーCADであったDelcam ArtCAM JewelSmithの機能が統合されていた。

### パッケージデザイン用CAD
ArtiosCAD、Prinect Package Designerなどが存在する。

### レゴCAD
ブロック玩具の一つ「レゴ」にも設計用のCADが存在する。レゴ設計用CADには、公式ソフトウェアであるLego Digital Designerの他に、サードパーティー製のMLCAD、LeoCAD、SR 3D Builder、Mecabricks、Stud.ioなどが存在する。

## 3次元CADソフトウェアの例

### 製造業向け3次元CADソフトウェア
- TOYOTA SYSTEMS
  - Caelum（ケーラム）
- Dassault Systems
  - CATIA
  - SolidWorks[25][26]
  - ICEM Surf（英語版）
- PTC
  - PTC Creo Parametric（旧：「Pro/ENGINEER」）[24]
  - PTC Creo Direct（旧：CoCreate Modeling。ダイレクトモデリング用）
  - Onshape
- Siemens PLM Software
  - NX
  - Solid Edge
- オートデスク
  - AutoCAD・AutoCAD LT[75]
  - Autodesk Inventor[28]
  - Fusion 360[32][33]
  - Autodesk Alias（英語版）[60]
- Robert McNeel & Associates（日本での販売元はアプリクラフト）
  - Rhinoceros
- 富士通（開発は富士通の子会社「iCAD株式会社」）
  - ICAD/SX[29]
- フォトロン
  - 図脳CAD3D（カーネルにCATIAと同じCGM Core Modelerを採用。ダイレクトモデリング用）
- IronCAD, LLC.（日本での販売元はクリエイティブマシン）
  - IRONCAD
- ANSYS[101][102][103]
  - ANSYS SpaceClaim（ダイレクトモデリング用）
- Alibre
  - Alibre Design（英語版）（旧：Geomagic Design）
- オープンソース
  - FreeCAD[23]
  - SolveSpace（英語版）

### 建築業向けCADソフトウェア
BIM
建築3次元CAD
- 福井コンピュータアーキテクト
  - ARCHITREND ZERO
- DTS
  - Walk in Home
- コンピュータシステム研究所
  - ALTA Revolution
  - ALTA SS（旧：SupersoftⅡ：コンピュータシステム研究所が買収　2021年12月31日にて販売終了）
- シーピーユー
  - Madric A's
- ハウテック
  - B-MOS

### 土木・測量用CAD
- 福井コンピュータ
  - EX-TREND武蔵[88]
  - TREND-ONE
  - TREND-CORE
  - Mercury-ONE
- Autodesk
  - Autodesk Civil 3D[87]
- ベントレー
  - Bentley OpenRoads Designer（InRoads、GEOPAK、MXROAD、PowerCivilなどの後継[104]）
  - Bentley OpenSite Designer（InRoads Site、GEOPAK Site、MXSite、PowerCivil、topoGraphなどの後継[105]）
- 12d Solutions（日本での販売元はフォーラムエイト）
  - 12d Model
- ライカジオシステムズ（ヘキサゴン子会社）
  - LISCAD
- Trimble（日本での発売元はニコン・トリンブル）
  - Trimble Business Center
- Carlson Software
  - Carlson Civil Suite
- Topcon Positioning Systems
  - MAGNET Site（旧：MAGNET Office Site）
- MicroSurvey Software
  - MicroSurvey CAD

## 主要ファイルフォーマット
- DXF（座標数値のみのファイル。多くのソフトウェアで座標数値をやりとりできる。）
- DWF
- DWG（AutoCAD / AutoCAD LTシリーズ用ファイルフォーマット）
- IGES
- JAMA
- SIMA
- STEP
- STL
- SXF(SFC,P21)
- IFC

## CAD資格
- CAD利用技術者試験 - 社団法人コンピュータソフトウエア協会実施の認定試験。基礎、1～2級がある。
- CADトレース技能審査 - 厚生労働省実施の技能試験。初級、中級、上級がある。
- 建築CAD検定 - 一般社団法人 全国建築CAD連盟主催の試験。准1級～4級があり、建築図面のトレースに絞り実技のみ。
- Autodeskマスター試験 - CAD業界大手のAutodeskが自社製品の知識や操作能力を評価するベンダー試験。
- 3次元設計能力検定試験 - 特定非営利活動法人3次元設計能力検定協会実施の試験。
- バーチャルビルディングスペシャリスト（VBS)認定試験 - グラフィソフトジャパンが公認する3次元CADのコンサルタント資格
- 機械・プラント製図技能士 - 厚生労働省認定の国家資格。